# Piper pilibracteum
Piper pilibracteum är en pepparväxtart som beskrevs av Trel. & Yunck.. Piper pilibracteum ingår i släktet Piper och familjen pepparväxter. Inga underarter finns listade i Catalogue of Life.